# La piel del limón
La piel del limón es una obra de teatro en dos actos de Jaime Salom, estrenada en 1976.

## Argumento
Considerada un alegato en favor de la entonces prohibida en España institución del divorcio, narra la lucha que vive Juan, un hombre que aspira a construir una nueva vida con su amante Bárbara, aunque para ello deba separarse de su esposa Rosa y, por tanto, el distanciamiento de su hija Alejandra.

## Estreno
- Teatro Marquina, Madrid, 10 de septiembre de 1976.
  - Dirección: Alberto González Vergel.
  - Música: Ramón Faran.
  - Escenografía: Vicente Vela.
  - Intérpretes: Jesús Puente (Juan), Charo Soriano (Rosa), Pilar Bayona (Alejandra/Bárbara), Alejandro Ulloa (Narciso), Pilar Bardem (Ernestina).